# Горьковский (Волгоград)
Го́рьковский (Макси́ма Го́рького, разг. Макси́мка) — микрорайон в  Советском районе города Волгограда Волгоградской области России. В микрорайоне располагается военный городок 20 бригады (в/ч № 22220).

## История
Деревня Алексеевка была основана во второй половине XVIII века Иваном Цыплетевым, бывшим царицынским комендантом удачно отбившим штурм Царицына войсками Емельяна Пугачёва в 1774 году, за что 18 августа 1780 года императрица Екатерина II даровала ему эту землю. Название Алексеевка деревня получила по имени сына Цыплетева — Алексея, умершего в детстве, а второе — Крутенькая так же, как и железнодорожная станция Крутая, открытая в 1862 году — от крутых склонов оврага. После отмены крепостного права в деревне проживали крестьяне — бывшие крепостные помещика дворянского рода Воропанова.
В 1862 году была открыта Волго-Донская железная дорога соединившая Царицын-на-Волге и Калач-на-Дону. На пути этой дороги, на самой высокой точке между Волгой и Доном рядом с деревней была открыта станция Крутая. Именно на этой станции в 1889 году в должности весовщика работал будущий писатель Максим Горький. В 1900 года станция Крутая была переименована в Воропоново.
Во время обороны Царицына и Сталинградской битвы здесь проходили бои за овладением железнодорожной станцией. На территории микрорайона осенью 1942 года находился концлагерь для советских военнопленных «Дулаг-205».
В 1952 году на станции Воропоново было введено в эксплуатацию паровозное депо.
С 22 апреля 1954 года посёлок Воропоново Городищенского района был переименован в посёлок имени Максима Горького.
В 1957 году решением исполнительного комитета Сталинградского областого совета фактически слившиеся населенные пункты — Алексеевка, им. Ворошилова, Кольцо и посёлок при ж/д станции имени М. Горького объединены в один населённый пункт, который тем же решением отнесён к категории рабочих посёлков с присвоением ему наименования — Горьковский.
С 8 февраля 1963 года рабочий посёлок Горьковский Городищенского района был включен в состав Калачёвского района.
С 13 августа 1963 года рабочий посёлок Горьковский Калачёвского района передан в административное подчинение Советского райсовета города Волгограда. Решение было принято в связи с тем, что население рабочего посёлка не занято в сельскохозяйственном производстве.
С 4 мая 2006 года в связи с реорганизацией администрация посёлка Горьковский Советского района Волгограда была присоединена к администрации Советского района Волгограда.
С 11 марта 2010 года рабочий посёлок Горьковский был включен в состав Советского района города Волгограда.

## География

### Географическое положение
Микрорайон располагается в 17 км на юго-запад от центра Волгограда. Входит в состав Советского района.

### Гидрография
У источников в микрорайоне Горьковский берёт своё начало река Царица. В истоке, расположенном в балке рядом с прудом Крутенький, находится три благоустроенных родника. Обустроил их совместно с местными жителями художник Николай Николаевич Таранов. Один из источников назван в честь его деда Николая Осиповича Таранова, который пил воду из этого родника и прожил 102 года. Рядом с родником, украшенным бетонными барельефами, находится скульптура деда Тарана, открытая купель с сенью и часовня. В 2004 году на одном из камней рядом с родником проявился лик Иисуса Христа. Этот камень был занесён в общий список паломнических мест России.

## Население
Динамика численности населения по годам:
| 1858 | 1862 | 1883 | 1894 | 1895 | 1911 | 1959  | 1970  | 1979  | 1989  | 2002   | 2009   |
| ---- | ---- | ---- | ---- | ---- | ---- | ----- | ----- | ----- | ----- | ------ | ------ |
| 35   | 72   | 82   | 72   | 91   | 77   | 4 658 | 8 404 | 9 268 | 9 610 | 15 281 | 16 436 |

## Транспорт
- Автомобильная дорога А-260:
  - Автобус: 88, 89

Транзитный транспорт, маршрутка 125А и автобус 125.
- Железнодорожная станция имени Максима Горького:
  - Волгоградская городская электричка.

## Культура
- Дом культуры железнодорожников имени Горького.

## Достопримечательности
- Памятник Максиму Горькому, расположенный перед Домом культуры. Скульптор Л. М. Майстренко, архитектор Б. Г. Гольдман. Материал: бюст — кованая медь, постамент — гранит. Высота: бюст — 1,65 м, постамент — 2,85 м. Открыт в 1971 году.
- Памятник Максиму Горькому, расположенный в сквере у здания эксплуатационного локомотивного депо. Скульптор А. В. Пахота, архитектор М. К. Норкин. Открыт в 2013 году.
- Памятник паровозу Л-0088, расположенный у здания эксплуатационного локомотивного депо. Открыт в 1997 году[18].
- Памятник на месте концлагеря № 205, в котором в годы Сталинградской битвы было замучено 4500 советских граждан.
- Братская могила воинов Советской Армии, расположенная в сквере на пересечении улицы Горького и улицы Октябрьской. В сквере похоронены воины 62-й и 64-й армий, погибшие в период оборонительных боёв в сентябре 1942 года и в период ликвидации окружённой группировки противника в январе 1943 года. Установлены имена более 300 погибших. Площадь могилы: 30×8 метров. В 1971 году построен памятник по типовому проекту — обелиск высотой 8 метров из мраморной крошки.
- Братская могила защитников Красного Царицына, расположенная у железнодорожной станции.